# Huanne-Montmartin
Huanne-Montmartin ist eine französische Gemeinde mit 105 Einwohnern (Stand: 1. Januar 2022) im Département Doubs in der Region Bourgogne-Franche-Comté. Sie gehört zum Kanton Baume-les-Dames im Arrondissement Besançon.

## Geographie
Huanne-Montmartin liegt auf 310 m, neun Kilometer nördlich von Baume-les-Dames und etwa 32 Kilometer nordöstlich der Stadt Besançon (Luftlinie). Das Dorf erstreckt sich in der gewellten Landschaft zwischen den Flusstälern von Doubs im Süden und Ognon im Norden, in einem Becken im Quellgebiet des Crenu am Ostfuß des Hochplateaus von Montmartin.
Die Fläche des 3,43 km² großen Gemeindegebiets umfasst einen Abschnitt der gewellten Landschaft zwischen Doubs und Ognon. Der östliche Teil des Gebietes wird vom Talbecken des Crenu eingenommen, das durchschnittlich auf 300 m liegt und in dem sich verschiedene Quellbäche vereinigen. Es ist überwiegend mit Acker- und Wiesland bestanden. Huanne-Montmartin liegt am oberen Eingang in eine Talenge, durch die der Crenu nach Westen zum Ognon fließt. Diese Talenge wird im Norden vom Mont Adam (bis 400 m) und im Süden vom Vorsprung von Montmartin flankiert. Im Südwesten umfasst das Gemeindeareal das Hochplateau von Montmartin, auf dem mit 415 m die höchste Erhebung von Huanne-Montmartin erreicht wird.
Die Gemeinde besteht aus den beiden Ortsteilen Huanne (310 m) im Talbecken des Crenu und Montmartin (390 m) auf dem Geländevorsprung südlich des Crenu-Tals. Nachbargemeinden von Huanne-Montmartin sind Gouhelans im Norden, Romain und Mésandans im Osten, Trouvans und Tournans im Süden sowie Puessans im Westen.

## Geschichte
Das Hochplateau von Montmartin ist seit dem 5. Jahrhundert besiedelt. Im 12. Jahrhundert wurde die Burg Montmartin erbaut, die den Mittelpunkt einer Herrschaft bildete. Sie wurde 1479 beim Einmarsch der Truppen des Königs Ludwig XI. in die Franche-Comté zerstört, nachher wiederaufgebaut und 1637 während des Dreißigjährigen Krieges erneut verwüstet. Huanne war seit dem 13. Jahrhundert eine Pfarrei. Zusammen mit der Franche-Comté gelangten Montmartin und Huanne mit dem Frieden von Nimwegen 1678 definitiv an Frankreich. Im Jahr 1810 fusionierten die vorher selbständigen Gemeinden Huanne und Montmartin zur heutigen Doppelgemeinde. Heute ist Huanne-Montmartin Teil des Gemeindeverbandes Deux Vallées Vertes.

## Sehenswürdigkeiten

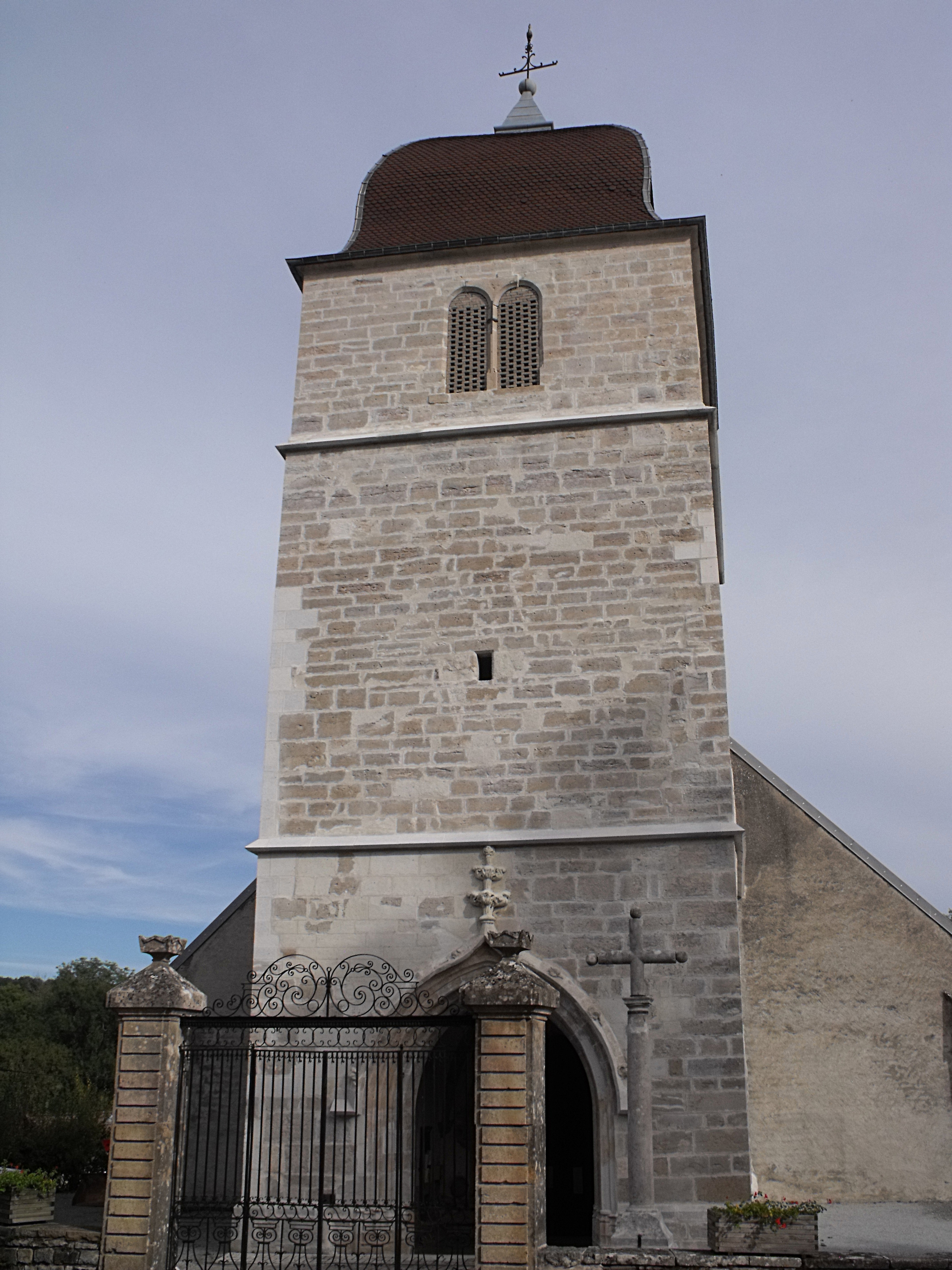
Kirche Saint-Jean

Die Kirche Saint-Jean in Huanne stammt aus dem 13. Jahrhundert. Aus dieser Zeit ist das Portal erhalten, während der gotische Chor im 16. Jahrhundert neu erbaut wurde. Eine umfassende Restauration und Vergrößerung der Kirche wurde Mitte des 19. Jahrhunderts vorgenommen. Bei Montmartin befinden sich das gleichnamige Schloss.

## Bevölkerung
| Jahr                       | 1962 | 1968 | 1975 | 1982 | 1990 | 1999 | 2004 | 2016 |
| Einwohner                  | 45   | 61   | 40   | 48   | 70   | 72   | 78   | 82   |
| Quellen: Cassini und INSEE |      |      |      |      |      |      |      |      |

Mit 105 Einwohnern (Stand 1. Januar 2022) gehört Huanne-Montmartin zu den kleinsten Gemeinden des Départements Doubs. Nachdem die Einwohnerzahl in der ersten Hälfte des 20. Jahrhunderts markant abgenommen hatte (1896 wurden noch 247 Personen gezählt), wurde seit Beginn der 1980er Jahre wieder ein deutliches Bevölkerungswachstum verzeichnet. Seither hat sich die Einwohnerzahl verdoppelt.

## Wirtschaft und Infrastruktur
Huanne-Montmartin war bis weit ins 20. Jahrhundert hinein ein vorwiegend durch die Landwirtschaft (Ackerbau, Obstbau und Viehzucht) geprägtes Dorf. Daneben gibt es heute einige Betriebe des lokalen Kleingewerbes. Mittlerweile hat sich das Dorf auch zu einer Wohngemeinde gewandelt. Viele Erwerbstätige sind deshalb Wegpendler, die in den größeren Ortschaften der Umgebung ihrer Arbeit nachgehen. Huanne ist Standort eines Freizeitparkes mit Schwimmbad, Minigolfanlage und Campingplatz.
Der Ort liegt abseits der größeren Durchgangsstraßen an einer Departementsstraße, die von Clerval nach Avilley führt. Der nächste Anschluss an die Autobahn A36 befindet sich in einer Entfernung von ungefähr neun Kilometern. Weitere Straßenverbindungen bestehen mit Gouhelans, Tournans und Trouvans.